# Lil Tracy
Jazz Ishmael Butler (Teaneck (New Jersey), 3 oktober 1995), beter bekend als Lil Tracy, Tracy, Tracy Minaj (vroeger bekend onder de naam Yung Bruh) is een Amerikaanse zanger, rapper en songwriter uit Virginia Beach, Virginia. Tracy werd vooral bekend dankzij zijn samenwerkingen met de overleden rapper Lil Peep.

## Jeugd
Jazz Butler werd op 3 oktober 1995 geboren in Teaneck, New Jersey. Hij is zoon van de rapper en producer Ishmael Butler en de zangeres en songwriter Cheryl Clemons, beter bekend als Coko. Zijn ouders scheidden toen hij 8 was.
Butler zat op de Garfield High School in Seattle, Washington.

## Carrière
Jazz startte met muziek maken toen hij 15 was.
Toen Butler 18 was verhuisde hij naar Los Angeles, Californië om zijn muziekcarrière op te bouwen en omdat hij dakloos was. Butler begon te rappen onder de naam "Yung Bruh" met het uitbrengen van verschillende mixtapes onder de Thraxxhouse. Enkele leden van de Traxxhouse maakten hun eigen groep, namelijk de GothBoiClique. Via deze groep heeft Jazz de overleden rapper Lil Peep leren kennen. Ze werkten allebei al heel snel samen aan het nummer "White Tee" van Peep's mixtape Crybaby. Dit nummer trok de aandacht aan van de hiphop-underground.
In 2016 verliet Butler de Thraxxhouse en veranderde zijn naam van "Yung Bruh" naar "Lil Tracy" omdat hij ontdekte dat een andere rapper deze naam al gebruikte.
Op 1 februari 2017 bracht Butler zijn langverwachte mixtape uit, Tracy's Manga. Butler bracht vervolgens de mixtape, XOXO, 2 maanden later op 3 april uit.
In augustus 2017, bracht Lil Peep een single uit met Butler uit, namelijk "Awful Things" uit Lil Peep's mixtape "Come Over When You're Sober" die piekte op de 79ste plaats van de Billboard Hot 100.
Op 31 juli 2017 bracht Butler Life of a Popstar uit.
Na de dood van zijn beste vriend Lil Peep heeft Butler het woord "Lil" van zijn artiestennaam weggehaald, maar na zijn ep Designer Talk, die op 5 oktober 2018 werd uitgebracht, ging hij verder onder de naam Lil Tracy.
Op 2 november 2018 bracht Butler nog een langverwachte ep uit, Sinner.
Butler bracht op 20 september 2019 zijn debuutalbum: Anarchy.

## Discografie

### Albums
- Anarchy (2019)

### Mixtapes
- Cascadia Vibes (2013)
- Information (2013)
- Indigo Soul Mixtape (2014)
- Depression (2014)
- Asaku's Forest (2014)
- e m o c e a n (2014)
- ElegantAngel (2015)
- When Angels Cry (Death Has Wings) (2015)
- u,_u (2015)
- Vintage LSD (2015)
- Baeboyy (2015)
- Tracy World (2016)
- 757 Virginia Hood Nightmares (The Unknown Story) (2016)
- Moon Stones (2016)
- Tracy's Manga (2017)
- XOXO (2017)
- Life of a Popstar (2017)

### Extended plays
- Icy Robitussin 森林之神杨 (2014)
- Heaven's Witch (2015)
- Kim K & Kanye (2015)
- Vampire Spendin' Money (2016)
- Free Tracy Campaign (2016)
- Desire (2016)
- Castles (met Lil Peep) (2016)
- Castles II (met Lil Peep) (2017)
- Fly Away (met Lil Raven) (2017)
- Hollywood High (met Mackned) (2017)
- Designer Talk (2018)
- Sinner (2018)